# A̋
Cette page contient des caractères spéciaux ou non latins. S’ils s’affichent mal (▯, ?, etc.), consultez la page d’aide Unicode.
A̋ (minuscule : a̋), ou A double accent aigu, est un graphème utilisé dans l’écriture du dan de l’Est et du vieux norrois, et dans plusieurs romanisations comme l’ISO 9 ou le système de romanisation taïwanais. Il s’agit de la lettre A diacritée d’un double accent aigu.

## Utilisation
Le a̋ est utilisé dans l’écriture du dan de l’Est, avec l’orthographe de 2014 dans laquelle il représente une voyelle ouverte non arrondie avec un ton extra-haut.
Le a̋ est utilisé dans l’écriture du taos avec l’orthographe de George L. Trager (en), le double accent aigu représentant le ton haut et l’accent tonique.
Le a̋ est utilisé dans l’écriture du chatino de Zacatepec.
La norme de translittération de l’alphabet cyrillique ISO 9 utilise ‹ a̋ › pour représenter la lettre Ә (schwa cyrillique).

## Représentations informatiques
Le A double accent aigu peut être représenté avec les caractères Unicode suivants :
- décomposé (latin de base, diacritiques) :

| formes    | représentations | chaînes de caractères | points de code | descriptions                                             |
| --------- | --------------- | --------------------- | -------------- | -------------------------------------------------------- |
| majuscule | A̋               | A◌̋                    | U+0041 U+030B  | lettre majuscule latine a diacritique double accent aigu |
| minuscule | a̋               | a◌̋                    | U+0061 U+030B  | lettre minuscule latine a diacritique double accent aigu |